# ویدانته

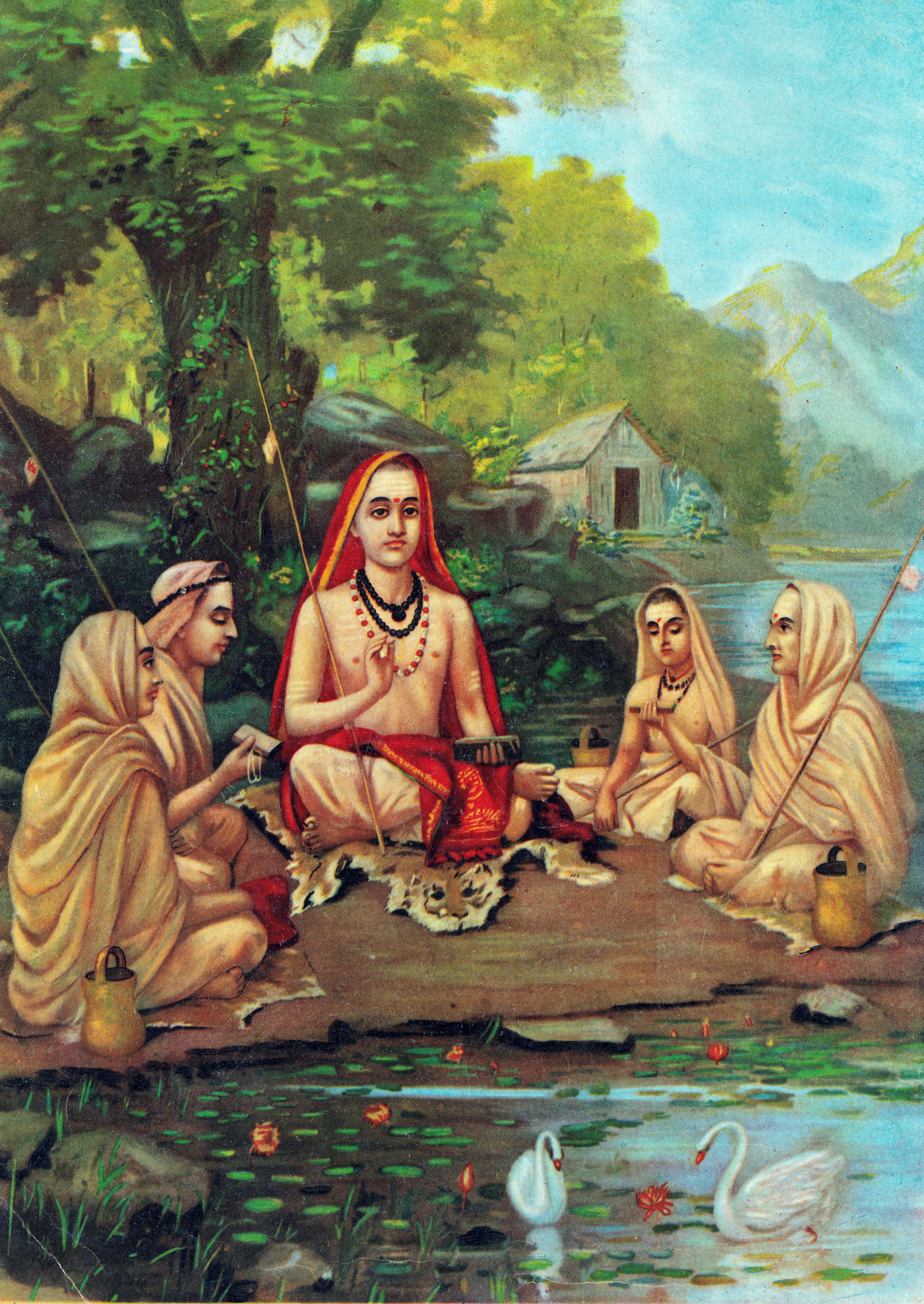
شانکرا

ویدانته (سانسکریت: वेदान्त) یکی از شش مکتب هندو و ارتدوکس فلسفه هندی است. کلمه ویدانته به معنای پایان وداها و در اصل با اشاره به اوپانیشادها است.
اوپانیشادها، بهگود گیتا و برهما سوترا اساس ویدانته را تشکیل می دهند ویدانته. تمام مکاتب ویدانته فلسفه خود را با تفسیر متونی که به نام پراتانترای (به معنی سه منبع) مطرح می‌کنند.

## مروری بر مکاتب ویدانته

### مکتب‌هایی که غیر دوگانگی را مطرح می‌کنند

#### مکتبآدوایتا

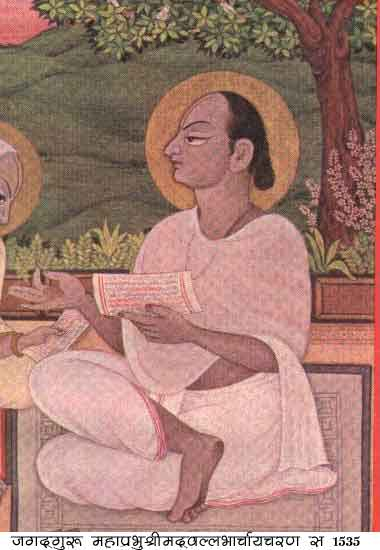
والاباچاریا

آدوایته ویدانته (سانسکریت: अद्वैत वेदान्त) از نا دوگانگی و اعتقاد به وحدت خدا حمایت می‌کند. برهمن تنها ثابت متافیزیکی دانسته می‌شود .

#### ویشیشتادوایتا (وحدت‌الوجود مشروط)
ویشیشتادوایتا ادعا می‌کند که جیواتمان (روح انسان) و برهمن (Vishnu) متفاوت هستند تفاوت که هرگز فراتر نمی‌رود. با این فرض رامانوجا همچنین بر اعتقاد به وحدت خدا تأکید کرد با گفتن اینکه تمام روح‌ها واحد هستند و اینکه یک روح به تنهایی می‌تواند برهمن را تحقق بخشد.

#### سودهادوایتا (غیر دوگانگی خالص)
سودهاوایتا (غیر دوگانگی خالص) بیان می‌کند که کل جهان واقعی است و برهمن در قالب کریشنا است. همه چیز، همه کس، همه جا، روح و بدن، زنده و غیر زنده، ماده و غیر ماده کریشنای ابدی است.

### مکاتبی که دوگانگی (دوایتا) را مطرح می‌کنند
این مکتب بر اساس فرض دوگانگی بنا شده‌است. آتمان(روح) و برهمن (ویشنو) به عنوان دو موجودیت کاملاً متفاوت دانسته می‌شوند.

### مکاتبی که بِهِدآبِهِدا را مطرح می‌کنند

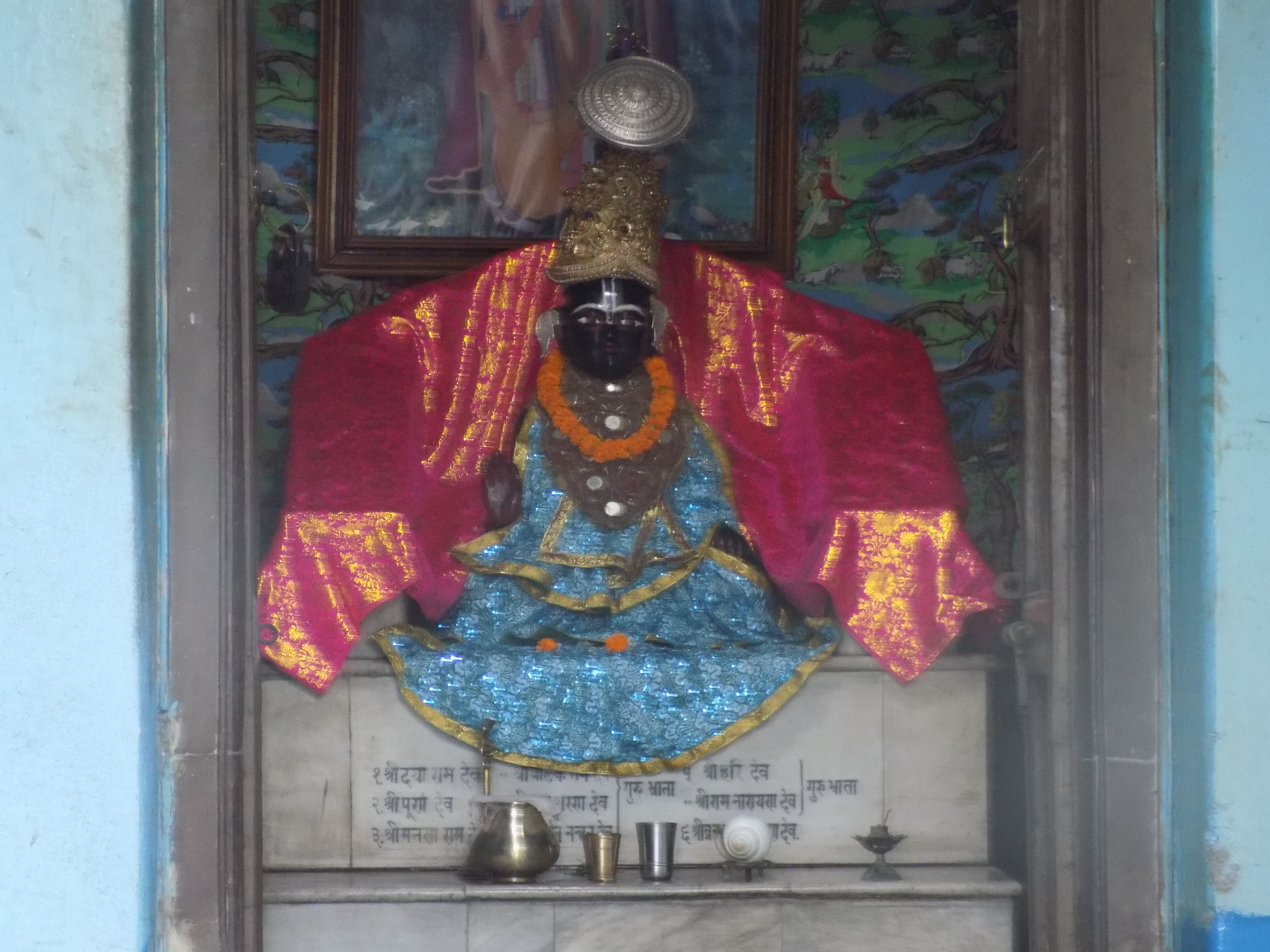
مجسمهٔ نیمبارکاچاروا

بِهِدآبِهِدا در لغت به معنی «تفاوت و عدم تفاوت» است و بیشتر یک سنت است تا یک مکتب ویدانته. مکاتب این سنت تأکید می‌کند که خود فرد(Jīvatman) هم با برهمن تفاوت دارد و هم تفاوت ندارد.

#### اُپادهیکا
بهاسکارا اُپادهیکا را فرض لازم دانسته و شباهت و تفاوتش را به یک اندازه و واقعی می‌داند. برهمن غیردوگانه و هوشمند و خالص و بی‌شکل در نظر گرفته شده‌است.

#### دوایتاوایتا
نیمبارکا این مکتب را مطرح کرد و برهمن (خدا)، روح (چیت) و ماده یا عالم (اچیت) را به عنوان سه واقعیت برابر و جاودان و وابسته بهم در نظر می‌گیرد. 

#### آچینتیا-بهِدا-آبهِدا

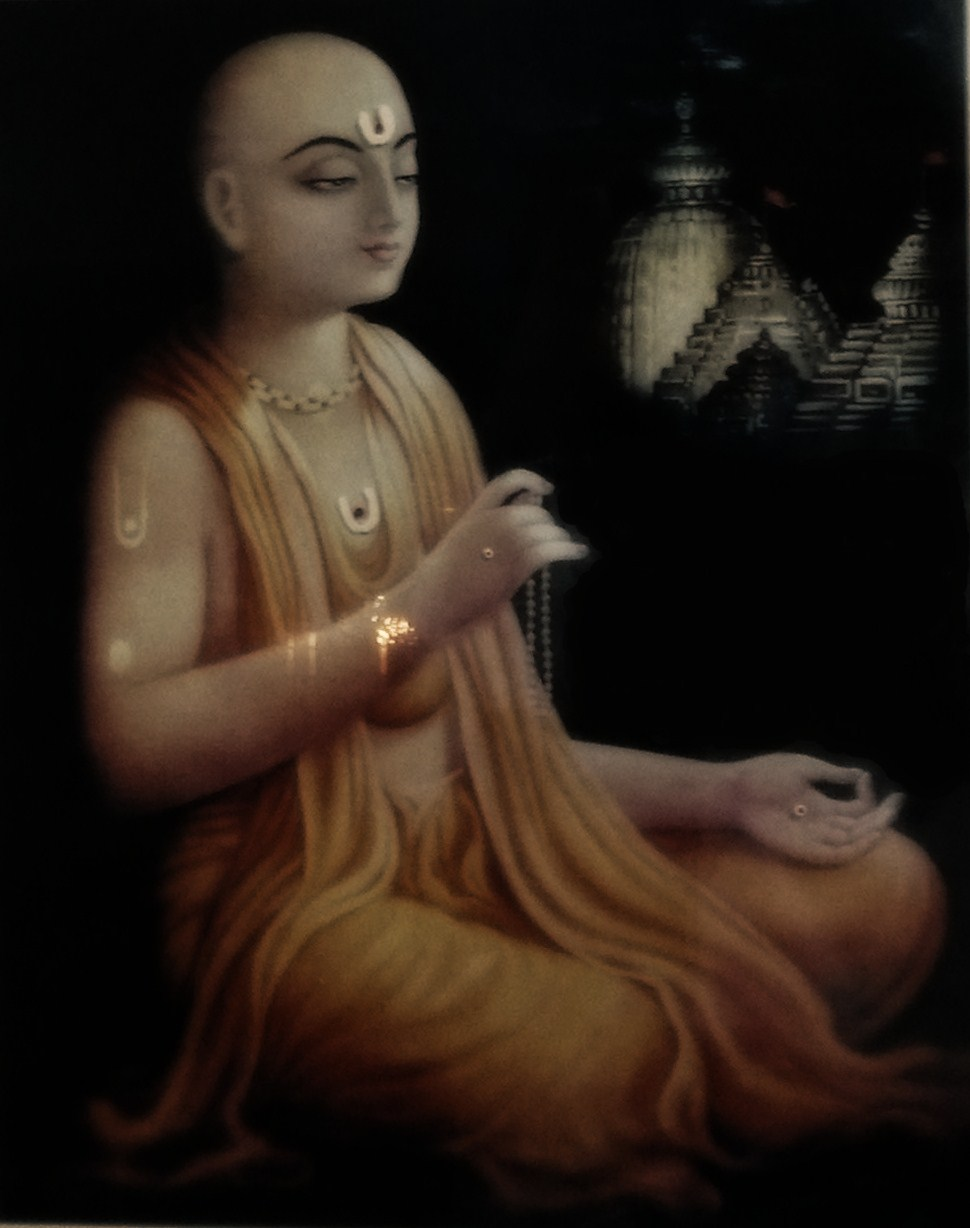
چایتانوا ماهاپرابهو

چایتانوا ماهاپرابهو نخستین نماینده این مکتب بود. در زبان سانسکریت آچینتیا به معنی «غیر قابل تصور» است. آچینتیا-بهِدا-آبهِدا فلسفه «تفاوت غیر قابل تصور در عدم تفاوت» را نشان می‌دهد، در رابطه باغیردوگانگی واقعیت برهمن-آتمان (که آن را کریشنا می‌داند), svayam bhagavan.